# Секс/жизнь (телесериал)
«Секс/жизнь» (англ. Sex/Life) — американская драма созданная Стейси Ракейсер для потокового сервиса Netflix. Телесериал основан на книге «44 главы о 4 мужчинах» Биби Истон, выпущенной в 2020 году. Премьера состоялась на Netflix 25 июня 2021 года.

## Сюжет
Мать двоих детей из пригорода в своих фантазиях совершает путешествие по аллее воспоминаний, где ее семейное настоящее сталкивается с беспечным прошлым.

## В ролях
- Сара Шахи в роли Билли Коннели, бывшего кандидата на степень доктора наук Колумбийского университета, мать двоих детей и домохозяйка в богатом пригороде Коннектикута, страдающая от тяжелого кризиса среднего возраста, тоскуя по стремительной жизни, которую она вела со своим бывшим парнем Брэдом. Позже выясняется, что ее девичья фамилия — Манн. Она живёт счастливой жизнью, о которой мечтает каждая женщина, но сомневается, что это действительно то, что означает счастье.
- Майк Фогель в роли Купера Коннели.
- Адам Демос в роли Брэда Симона, состоятельный бывший парень Билли, который снова появился в ее жизни и пытается вернуть ее, несмотря на то, что Билли замужем, имеет детей..

## Обзор сезонов
| Сезон | Сезон | Эпизоды | Дата показа  | Дата показа  |
| Сезон | Сезон | Эпизоды | Премьера     | Финал        |
| ----- | ----- | ------- | ------------ | ------------ |
|       | 1     | 8       | 25 июня 2021 | 25 июня 2021 |
|       | 2     | 6       | 2 марта 2023 | 2 марта 2023 |